# 中国和平军
中国和平军是1958年在福建三明等地，以凌启升为首成立的一个秘密结社政权。

## 概述
1958年5月2日，宁化县安乐乡、清流县长校乡和长汀县馆前乡、连城县四堡乡等4个乡结合部地带发生骚乱，为首分子凌启升（宁化县安乐营业所会计，自封“天赐皇帝”）、罗德华（清流长校乡人，被凌启升封为“大将”）纠合数十人，打着“中国和平军”旗号，张贴标语、布告，进行反革命宣传煽动。案发后，在上级公安机关和军事部门的支持配合下，清流县公安局积极组织警力，进行打击。于9日平息骚乱，捕获凌启升及其所封的“元帅”、“左右先锋”、“保驾将军”等55人，缴获名册、印章符号、鸟枪、木制宝剑等一批罪证。